# Danh sách chuyển nhượng bóng đá Anh hè 2017
Đây là danh sách chuyển nhượng bóng đá Anh trong thị trường chuyển nhượng hè 2017. Chỉ có những thương vụ có mặt ít nhất một câu lạc bộ của Premier League hay Championship được liệt kê ở đây.
Danh sách này bao gồm chuyển nhượng của ít nhất một câu lạc bộ ở Premier League hay Football League Championship hoàn tất sau sự kết thúc của thị trường chuyển nhượng đông 2016–17 và trước khi kết thúc thị trường hè 2017.
Các cầu thủ tự do có thế ký hợp đồng vào bất cứ lúc nào, các câu lạc bộ dưới Premier League có thể mượn cầu thủ bất cứ lúc nào. câu lạc bộ có thể mượn thủ môn trong trường hợp khẩn cấp.

## Chuyển nhượng hè 2017
Tất cả các câu lạc bộ không có lá cờ là của Anh. Ghi chú rằng trong khi Swansea City, Cardiff City và Newport County liên kết với Hiệp hội bóng đá Wales nên có lá cờ Wales, nhưng họ thi đấu ở Hệ thống các giải bóng đá ở Anh, và vì vậy chuyển nhượng của họ cũng nằm ở đây.

### Chuyển nhượng
| Thời gian              | Cầu thủ                 | Nơi đi                  | Nơi đến                   | Giá           |
| ---------------------- | ----------------------- | ----------------------- | ------------------------- | ------------- |
| 2 tháng 2 năm 2017     | Sebastián Coates        | Sunderland              | Sporting CP               | Không tiết lộ |
| 2 tháng 2 năm 2017[b]  | Pontus Jansson          | Torino                  | Leeds United              | Không tiết lộ |
| 9 tháng 2 năm 2017     | Cheick Tioté            | Newcastle United        | Beijing Enterprises       | Không tiết lộ |
| 24 tháng 2 năm 2017[b] | Nabil Bentaleb          | Tottenham Hotspur       | Schalke 04                | Không tiết lộ |
| 6 tháng 3 năm 2017     | Nicklas Bendtner        | Nottingham Forest       | Rosenborg                 | Không tiết lộ |
| 10 tháng 3 năm 2017    | Alex Bray               | Swansea City            | Rotherham United          | Không tiết lộ |
| 21 tháng 3 năm 2017    | Bastian Schweinsteiger  | Manchester United       | Chicago Fire              | Miễn phí      |
| 22 tháng 3 năm 2017[b] | Elias Kachunga          | Ingolstadt 04           | Huddersfield Town         | £1.1m         |
| 28 tháng 3 năm 2017[b] | Semi Ajayi              | Cardiff City            | Rotherham United          | Không tiết lộ |
| 31 tháng 3 năm 2017[b] | Tom Cleverley           | Everton                 | Watford                   | Không tiết lộ |
| 8 tháng 5 năm 2017     | Niall Mason             | Aston Villa             | Doncaster Rovers          | Không tiết lộ |
| 11 tháng 5 năm 2017    | Craig Gardner           | West Bromwich Albion    | Birmingham City           | Không tiết lộ |
| 12 tháng 5 năm 2017[a] | Theo Archibald          | Celtic                  | Brentford                 | Không tiết lộ |
| 12 tháng 5 năm 2017[b] | James Ferry             | Brentford               | Stevenage                 | Không tiết lộ |
| 18 tháng 5 năm 2017    | Stevie Mallan           | St Mirren               | Barnsley                  | Không tiết lộ |
| 19 tháng 5 năm 2017    | Kyle Dempsey            | Huddersfield Town       | Fleetwood Town            | Không tiết lộ |
| 19 tháng 5 năm 2017[a] | Pascal Groß             | Ingolstadt 04           | Brighton & Hove Albion    | Không tiết lộ |
| 19 tháng 5 năm 2017[b] | Enes Mahmutovic         | Fola Esch               | Middlesbrough             | Không tiết lộ |
| 22 tháng 5 năm 2017[b] | Juan Cuadrado           | Chelsea                 | Juventus                  | £17m          |
| 23 tháng 5 năm 2017    | Henrik Dalsgaard        | Zulte Waregem           | Brentford                 | Không tiết lộ |
| 23 tháng 5 năm 2017[a] | Josh Kerr               | Celtic                  | Brighton & Hove Albion    | Không tiết lộ |
| 24 tháng 5 năm 2017    | Christian Atsu          | Chelsea                 | Newcastle United          | Không tiết lộ |
| 26 tháng 5 năm 2017[b] | Bernardo Silva          | Monaco                  | Manchester City           | £43m          |
| 30 tháng 5 năm 2017[b] | Asmir Begović           | Chelsea                 | Bournemouth               | Không tiết lộ |
| 31 tháng 5 năm 2017[b] | Enes Ünal               | Manchester City         | Villarreal                | £11.9m        |
| 2 tháng 6 năm 2017     | Hadi Sacko              | Sporting CP             | Leeds United              | Không tiết lộ |
| 3 tháng 6 năm 2017[d]  | Seán Maguire            | Cork City               | Preston North End         | Không tiết lộ |
| 6 tháng 6 năm 2017     | Cameron Burgess         | Fulham                  | Scunthorpe United         | Không tiết lộ |
| 7 tháng 6 năm 2017     | Curtis Davies           | Hull City               | Derby County              | Không tiết lộ |
| 8 tháng 6 năm 2017[b]  | Ederson                 | Benfica                 | Manchester City           | £35m          |
| 8 tháng 6 năm 2017[b]  | Sam Hughes              | Chester                 | Leicester City            | Compensation  |
| 8 tháng 6 năm 2017     | Mario Vrančić           | Darmstadt 98            | Norwich City              | Không tiết lộ |
| 9 tháng 6 năm 2017[b]  | Florian Thauvin         | Newcastle United        | Marseille                 | Không tiết lộ |
| 10 tháng 6 năm 2017    | Brad Guzan              | Middlesbrough           | Atlanta United            | Miễn phí      |
| 13 tháng 6 năm 2017    | George Baldock          | Milton Keynes Dons      | Sheffield United          | Không tiết lộ |
| 13 tháng 6 năm 2017    | Philipp Hofmann         | Brentford               | Greuther Fürth            | Không tiết lộ |
| 13 tháng 6 năm 2017    | Jason McCarthy          | Southampton             | Barnsley                  | Không tiết lộ |
| 13 tháng 6 năm 2017    | Roderick                | Rio Ave                 | Wolverhampton Wanderers   | Không tiết lộ |
| 14 tháng 6 năm 2017[b] | Victor Lindelöf         | Benfica                 | Manchester United         | £31m          |
| 15 tháng 6 năm 2017    | Davy Klaassen           | Ajax                    | Everton                   | £23.6m        |
| 15 tháng 6 năm 2017    | Harry Maguire           | Hull City               | Leicester City            | £12m          |
| 15 tháng 6 năm 2017    | Kevin Mbabu             | Newcastle United        | Young Boys                | Không tiết lộ |
| 15 tháng 6 năm 2017    | Jordan Pickford         | Sunderland              | Everton                   | £25m          |
| 16 tháng 6 năm 2017    | Joe Garner              | Rangers                 | Ipswich Town              | Không tiết lộ |
| 16 tháng 6 năm 2017[b] | Mathew Ryan             | Valencia                | Brighton & Hove Albion    | £5m           |
| 17 tháng 6 năm 2017    | Jason Cummings          | Hibernian               | Nottingham Forest         | Không tiết lộ |
| 19 tháng 6 năm 2017    | Tariqe Fosu             | Reading                 | Charlton Athletic         | Không tiết lộ |
| 19 tháng 6 năm 2017    | Nathangelo Markelo      | Volendam                | Everton                   | Không tiết lộ |
| 20 tháng 6 năm 2017    | Liam Boyce              | Ross County             | Burton Albion             | Không tiết lộ |
| 20 tháng 6 năm 2017    | Håvard Nordtveit        | West Ham United         | Hoffenheim                | Không tiết lộ |
| 20 tháng 6 năm 2017[b] | Declan Rudd             | Norwich City            | Preston North End         | Không tiết lộ |
| 22 tháng 6 năm 2017    | Sam Hornby              | Burton Albion           | Port Vale                 | Miễn phí      |
| 22 tháng 6 năm 2017    | Ali Coote               | Dundee United           | Brentford                 | Không tiết lộ |
| 22 tháng 6 năm 2017    | Graham Kelly            | Sheffield United        | Port Vale                 | Miễn phí      |
| 22 tháng 6 năm 2017    | Liam Lindsay            | Partick Thistle         | Barnsley                  | Không tiết lộ |
| 22 tháng 6 năm 2017[b] | Mohamed Salah           | Roma                    | Liverpool                 | £34m          |
| 23 tháng 6 năm 2017    | Laurent Depoitre        | Porto                   | Huddersfield Town         | £3.5m         |
| 23 tháng 6 năm 2017[c] | Josh Harrop             | Manchester United       | Preston North End         | Không tiết lộ |
| 23 tháng 6 năm 2017    | Mateusz Klich           | Twente                  | Leeds United              | Không tiết lộ |
| 23 tháng 6 năm 2017    | Cameron McGeehan        | Luton Town              | Barnsley                  | Không tiết lộ |
| 23 tháng 6 năm 2017    | Danny Ward              | Rotherham United        | Cardiff City              | Không tiết lộ |
| 24 tháng 6 năm 2017    | Will Hughes             | Derby County            | Watford                   | £8m           |
| 26 tháng 6 năm 2017    | Zak Jules               | Reading                 | Shrewsbury Town           | Không tiết lộ |
| 26 tháng 6 năm 2017    | George Saville          | Wolverhampton Wanderers | Millwall                  | Không tiết lộ |
| 26 tháng 6 năm 2017    | Jack Stacey             | Reading                 | Luton Town                | Không tiết lộ |
| 26 tháng 6 năm 2017    | Bertrand Traoré         | Chelsea                 | Lyon                      | £8.8m         |
| 26 tháng 6 năm 2017    | Jed Wallace             | Wolverhampton Wanderers | Millwall                  | Không tiết lộ |
| 28 tháng 6 năm 2017    | Pelle Clement           | Ajax                    | Reading                   | Không tiết lộ |
| 28 tháng 6 năm 2017    | Famara Diédhiou         | Angers                  | Bristol City              | £5.3m         |
| 28 tháng 6 năm 2017    | Viktor Fischer          | Middlesbrough           | Mainz 05                  | Không tiết lộ |
| 28 tháng 6 năm 2017    | Ben Gladwin             | Queens Park Rangers     | Blackburn Rovers          | Không tiết lộ |
| 28 tháng 6 năm 2017    | Bafétimbi Gomis         | Swansea City            | Galatasaray               | Không tiết lộ |
| 28 tháng 6 năm 2017    | Emyr Huws               | Cardiff City            | Ipswich Town              | Không tiết lộ |
| 29 tháng 6 năm 2017    | Kundai Benyu            | Ipswich Town            | Celtic                    | Compensation  |
| 29 tháng 6 năm 2017    | Jermain Defoe           | Sunderland              | Bournemouth               | Miễn phí      |
| 29 tháng 6 năm 2017    | Michael Doughty         | Queens Park Rangers     | Peterborough United       | Không tiết lộ |
| 29 tháng 6 năm 2017    | Conor Wilkinson         | Bolton Wanderers        | Gillingham                | Không tiết lộ |
| 30 tháng 6 năm 2017    | Nathan Aké              | Chelsea                 | Bournemouth               | £20m          |
| 30 tháng 6 năm 2017    | Aaron Mooy              | Manchester City         | Huddersfield Town         | £8m           |
| 30 tháng 6 năm 2017[d] | Kevin O'Connor          | Cork City               | Preston North End         | Không tiết lộ |
| 30 tháng 6 năm 2017    | Henry Onyekuru          | Eupen                   | Everton                   | £7m           |
| 30 tháng 6 năm 2017    | Ethan Pinnock           | Forest Green Rovers     | Barnsley                  | Không tiết lộ |
| 30 tháng 6 năm 2017    | Felix Wiedwald          | Werder Bremen           | Leeds United              | Không tiết lộ |
| 1 tháng 7 năm 2017     | Ethan Ampadu            | Exeter City             | Chelsea                   | Compensation  |
| 1 tháng 7 năm 2017     | Jan Bednarek            | Lech Poznań             | Southampton               | £5m           |
| 1 tháng 7 năm 2017     | Barry Douglas           | Konyaspor               | Wolverhampton Wanderers   | Không tiết lộ |
| 1 tháng 7 năm 2017     | Niall Keown             | Reading                 | Partick Thistle           | Không tiết lộ |
| 1 tháng 7 năm 2017     | Marc Roberts            | Barnsley                | Birmingham City           | Không tiết lộ |
| 2 tháng 7 năm 2017     | Jay Rodriguez           | Southampton             | West Bromwich Albion      | £12m          |
| 3 tháng 7 năm 2017     | Michael Keane           | Burnley                 | Everton                   | £25m          |
| 3 tháng 7 năm 2017     | Marcelo                 | Lugo                    | Fulham                    | Không tiết lộ |
| 3 tháng 7 năm 2017     | Jamie Proctor           | Bolton Wanderers        | Rotherham United          | Không tiết lộ |
| 3 tháng 7 năm 2017     | Sandro                  | Málaga                  | Everton                   | £5.2m         |
| 3 tháng 7 năm 2017     | Andre Wisdom            | Liverpool               | Derby County              | £3m           |
| 3 tháng 7 năm 2017     | Zhang Yuning            | Vitesse                 | West Bromwich Albion      | Không tiết lộ |
| 4 tháng 7 năm 2017     | Tom Ince                | Derby County            | Huddersfield Town         | Không tiết lộ |
| 4 tháng 7 năm 2017     | Jozabed                 | Fulham                  | Celta Vigo                | Không tiết lộ |
| 4 tháng 7 năm 2017     | Florian Lejeune         | Eibar                   | Newcastle United          | £8.7m         |
| 4 tháng 7 năm 2017     | Connor Mahoney          | Blackburn Rovers        | Bournemouth               | Compensation  |
| 5 tháng 7 năm 2017     | Alexandre Lacazette     | Lyon                    | Arsenal                   | £46.5m        |
| 5 tháng 7 năm 2017     | Scott Malone            | Fulham                  | Huddersfield Town         | Không tiết lộ |
| 5 tháng 7 năm 2017     | Barrie McKay            | Rangers                 | Nottingham Forest         | £500,000      |
| 5 tháng 7 năm 2017     | Steve Mounié            | Montpellier             | Huddersfield Town         | £11.44m       |
| 5 tháng 7 năm 2017     | Josh Tymon              | Hull City               | Stoke City                | Compensation  |
| 6 tháng 7 năm 2017     | Graham Dorrans          | Norwich City            | Rangers                   | Không tiết lộ |
| 6 tháng 7 năm 2017     | Vicente Iborra          | Sevilla                 | Leicester City            | £10.5m        |
| 6 tháng 7 năm 2017     | Roque Mesa              | Las Palmas              | Swansea City              | £11m          |
| 6 tháng 7 năm 2017     | Rubén Sobrino           | Manchester City         | Alavés                    | Không tiết lộ |
| 6 tháng 7 năm 2017     | Richard Stearman        | Fulham                  | Sheffield United          | Không tiết lộ |
| 6 tháng 7 năm 2017     | Charlie Taylor          | Leeds United            | Burnley                   | Compensation  |
| 7 tháng 7 năm 2017     | Bernardo                | Middlesbrough           | Girona                    | Không tiết lộ |
| 7 tháng 7 năm 2017     | Josh Bowler             | Queens Park Rangers     | Everton                   | Không tiết lộ |
| 7 tháng 7 năm 2017     | Cyrus Christie          | Derby County            | Middlesbrough             | Không tiết lộ |
| 7 tháng 7 năm 2017     | Ibrahima Cissé          | Standard Liège          | Fulham                    | Không tiết lộ |
| 7 tháng 7 năm 2017     | Jonny Howson            | Norwich City            | Middlesbrough             | Không tiết lộ |
| 7 tháng 7 năm 2017     | Mathias Jørgensen       | Copenhagen              | Huddersfield Town         | £3.5m         |
| 7 tháng 7 năm 2017     | Kamohelo Mokotjo        | Twente                  | Brentford                 | Không tiết lộ |
| 7 tháng 7 năm 2017     | Jonathan Walters        | Stoke City              | Burnley                   | £3m           |
| 8 tháng 7 năm 2017     | Rúben Neves             | Porto                   | Wolverhampton Wanderers   | £15.8m        |
| 9 tháng 7 năm 2017     | Kaylen Hinds            | Arsenal                 | Wolfsburg                 | Không tiết lộ |
| 9 tháng 7 năm 2017     | Wayne Rooney            | Manchester United       | Everton                   | Không tiết lộ |
| 9 tháng 7 năm 2017     | Antonio Rüdiger         | Roma                    | Chelsea                   | £29m          |
| 10 tháng 7 năm 2017    | Romelu Lukaku           | Everton                 | Manchester United         | £75m          |
| 10 tháng 7 năm 2017    | Elvis Manu              | Brighton & Hove Albion  | Gençlerbirliği            | Miễn phí      |
| 10 tháng 7 năm 2017    | Filipe Melo             | Sheffield Wednesday     | Chaves                    | Miễn phí      |
| 11 tháng 7 năm 2017    | Jack Cork               | Swansea City            | Burnley                   | £8m           |
| 11 tháng 7 năm 2017    | Caleb Ekuban            | Chievo Verona           | Leeds United              | Không tiết lộ |
| 11 tháng 7 năm 2017    | James Husband           | Middlesbrough           | Norwich City              | Không tiết lộ |
| 11 tháng 7 năm 2017    | Steve Mandanda          | Crystal Palace          | Marseille                 | Không tiết lộ |
| 11 tháng 7 năm 2017    | Will Norris             | Cambridge United        | Wolverhampton Wanderers   | Không tiết lộ |
| 11 tháng 7 năm 2017    | Dominic Solanke         | Chelsea                 | Liverpool                 | £3m           |
| 11 tháng 7 năm 2017    | Mario Suárez            | Watford                 | Guizhou Hengfeng Zhicheng | Không tiết lộ |
| 11 tháng 7 năm 2017    | Ron-Robert Zieler       | Leicester City          | Stuttgart                 | Không tiết lộ |
| 11 tháng 7 năm 2017    | Bruno Zuculini          | Manchester City         | Hellas Verona             | Không tiết lộ |
| 12 tháng 7 năm 2017    | Adnan Januzaj           | Manchester United       | Real Sociedad             | £9.8m         |
| 12 tháng 7 năm 2017    | Luke McGee              | Tottenham Hotspur       | Portsmouth                | Không tiết lộ |
| 12 tháng 7 năm 2017    | Olivier Ntcham          | Manchester City         | Celtic                    | £4.5m         |
| 12 tháng 7 năm 2017    | Tre Pemberton           | Blackburn Rovers        | Stoke City                | Không tiết lộ |
| 13 tháng 7 năm 2017    | Ezgjan Alioski          | Lugano                  | Leeds United              | Không tiết lộ |
| 13 tháng 7 năm 2017    | Martin Braithwaite      | Toulouse                | Middlesbrough             | Không tiết lộ |
| 13 tháng 7 năm 2017    | Nathaniel Chalobah      | Chelsea                 | Watford                   | Không tiết lộ |
| 13 tháng 7 năm 2017    | Rob Hunt                | Brighton & Hove Albion  | Oldham Athletic           | Không tiết lộ |
| 13 tháng 7 năm 2017    | Aiden McGeady           | Everton                 | Sunderland                | Không tiết lộ |
| 13 tháng 7 năm 2017    | Samu Sáiz               | Huesca                  | Leeds United              | Không tiết lộ |
| 13 tháng 7 năm 2017    | Markus Suttner          | Ingolstadt 04           | Brighton & Hove Albion    | Không tiết lộ |
| 13 tháng 7 năm 2017    | Lee Tomlin              | Bristol City            | Cardiff City              | £2.9m         |
| 13 tháng 7 năm 2017    | Enner Valencia          | West Ham United         | Tigres                    | Không tiết lộ |
| 13 tháng 7 năm 2017    | James Vaughan           | Bury                    | Sunderland                | £900,000      |
| 14 tháng 7 năm 2017    | Jón Daði Böðvarsson     | Wolverhampton Wanderers | Reading                   | Không tiết lộ |
| 14 tháng 7 năm 2017    | Gerard Deulofeu         | Everton                 | Barcelona                 | £10.6m        |
| 14 tháng 7 năm 2017    | Marcel Franke           | Greuther Fürth          | Norwich City              | Không tiết lộ |
| 14 tháng 7 năm 2017    | Neal Maupay             | Saint-Étienne           | Brentford                 | Không tiết lộ |
| 14 tháng 7 năm 2017    | George Miller           | Bury                    | Middlesbrough             | Không tiết lộ |
| 14 tháng 7 năm 2017    | Brett Pitman            | Ipswich Town            | Portsmouth                | Không tiết lộ |
| 14 tháng 7 năm 2017    | Kyle Walker             | Tottenham Hotspur       | Manchester City           | £45m          |
| 15 tháng 7 năm 2017    | Tiemoué Bakayoko        | Monaco                  | Chelsea                   | £40m          |
| 15 tháng 7 năm 2017    | Federico Fazio          | Tottenham Hotspur       | Roma                      | Không tiết lộ |
| 15 tháng 7 năm 2017    | Tom Huddlestone         | Hull City               | Derby County              | £2m           |
| 15 tháng 7 năm 2017    | Douglas Luiz            | Vasco da Gama           | Manchester City           | Không tiết lộ |
| 16 tháng 7 năm 2017    | George Dobson           | West Ham United         | Sparta Rotterdam          | Không tiết lộ |
| 16 tháng 7 năm 2017    | Clinton N'Jie           | Tottenham Hotspur       | Marseille                 | Không tiết lộ |
| 16 tháng 7 năm 2017    | Nolito                  | Manchester City         | Sevilla                   | £7.9m         |
| 17 tháng 7 năm 2017    | Ali Al-Habsi            | Reading                 | Al-Hilal                  | Không tiết lộ |
| 17 tháng 7 năm 2017    | Mukhtar Ali             | Chelsea                 | Vitesse                   | Không tiết lộ |
| 17 tháng 7 năm 2017    | Britt Assombalonga      | Nottingham Forest       | Middlesbrough             | £15m          |
| 17 tháng 7 năm 2017    | Daniel Crowley          | Arsenal                 | Willem II                 | Không tiết lộ |
| 17 tháng 7 năm 2017    | Courtney Duffus         | Everton                 | Oldham Athletic           | Không tiết lộ |
| 17 tháng 7 năm 2017    | Cian Harries            | Coventry City           | Swansea City              | Không tiết lộ |
| 17 tháng 7 năm 2017    | Cole Kpekawa            | Barnsley                | Colchester United         | Không tiết lộ |
| 18 tháng 7 năm 2017    | Lasse Vigen Christensen | Fulham                  | Brøndby                   | Không tiết lộ |
| 18 tháng 7 năm 2017    | Ryan Fulton             | Liverpool               | Hamilton Academical       | Miễn phí      |
| 18 tháng 7 năm 2017    | Lucas                   | Liverpool               | Lazio                     | £5m           |
| 18 tháng 7 năm 2017    | Ollie Watkins           | Exeter City             | Brentford                 | Không tiết lộ |
| 19 tháng 7 năm 2017    | Ahmed Elmohamady        | Hull City               | Aston Villa               | £1m           |
| 19 tháng 7 năm 2017    | Eldin Jakupović         | Hull City               | Leicester City            | Không tiết lộ |
| 19 tháng 7 năm 2017    | Vito Mannone            | Sunderland              | Reading                   | £2m           |
| 19 tháng 7 năm 2017    | Jacob Murphy            | Norwich City            | Newcastle United          | £12m          |
| 19 tháng 7 năm 2017    | Dominic Samuel          | Reading                 | Blackburn Rovers          | Không tiết lộ |
| 19 tháng 7 năm 2017    | Marco Silvestri         | Leeds United            | Hellas Verona             | Không tiết lộ |
| 19 tháng 7 năm 2017    | Wojciech Szczęsny       | Arsenal                 | Juventus                  | £10m          |
| 20 tháng 7 năm 2017    | Kerim Frei              | Birmingham City         | İstanbul Başakşehir       | Không tiết lộ |
| 20 tháng 7 năm 2017    | Paolo Hurtado           | Reading                 | Vitória de Guimarães      | Không tiết lộ |
| 20 tháng 7 năm 2017    | Mathias Normann         | Bodø/Glimt              | Brighton & Hove Albion    | Không tiết lộ |
| 20 tháng 7 năm 2017    | Glenn Whelan            | Stoke City              | Aston Villa               | £1m           |
| 21 tháng 7 năm 2017    | Kayden Jackson          | Barnsley                | Accrington Stanley        | Không tiết lộ |
| 21 tháng 7 năm 2017    | Javier Manquillo        | Atlético Madrid         | Newcastle United          | Không tiết lộ |
| 21 tháng 7 năm 2017    | Álvaro Morata           | Real Madrid             | Chelsea                   | £60m          |
| 21 tháng 7 năm 2017    | Daryl Murphy            | Newcastle United        | Nottingham Forest         | Không tiết lộ |
| 21 tháng 7 năm 2017    | Andrew Robertson        | Hull City               | Liverpool                 | £8m           |
| 21 tháng 7 năm 2017    | Idriss Saadi            | Cardiff City            | Strasbourg                | Không tiết lộ |
| 21 tháng 7 năm 2017    | Kevin Stewart           | Liverpool               | Hull City                 | £8m           |
| 21 tháng 7 năm 2017    | Cristhian Stuani        | Middlesbrough           | Girona                    | Không tiết lộ |
| 22 tháng 7 năm 2017    | Marko Arnautović        | Stoke City              | West Ham United           | £20m          |
| 22 tháng 7 năm 2017    | Darren Randolph         | West Ham United         | Middlesbrough             | £5m           |
| 22 tháng 7 năm 2017    | Aleksandar Kolarov      | Manchester City         | Roma                      | £4.5m         |
| 23 tháng 7 năm 2017    | Danilo                  | Real Madrid             | Manchester City           | £26.5m        |
| 24 tháng 7 năm 2017    | Javier Hernández        | Bayer Leverkusen        | West Ham United           | £16m          |
| 24 tháng 7 năm 2017    | James Horsfield         | Manchester City         | NAC                       | Không tiết lộ |
| 24 tháng 7 năm 2017    | Benjamin Mendy          | Monaco                  | Manchester City           | £52m          |
| 24 tháng 7 năm 2017    | Jaïro Riedewald         | Ajax                    | Crystal Palace            | Không tiết lộ |
| 25 tháng 7 năm 2017    | Phil Bardsley           | Stoke City              | Burnley                   | Không tiết lộ |
| 25 tháng 7 năm 2017    | John Lundstram          | Oxford United           | Sheffield United          | Không tiết lộ |
| 25 tháng 7 năm 2017    | Jordan Veretout         | Aston Villa             | Fiorentina                | Không tiết lộ |
| 26 tháng 7 năm 2017    | Callum Burton           | Shrewsbury Town         | Hull City                 | Không tiết lộ |
| 26 tháng 7 năm 2017    | Tendayi Darikwa         | Burnley                 | Nottingham Forest         | Không tiết lộ |
| 26 tháng 7 năm 2017    | Darnell Fisher          | Rotherham United        | Preston North End         | Không tiết lộ |
| 26 tháng 7 năm 2017    | Ondřej Mazuch           | Sparta Prague           | Hull City                 | Không tiết lộ |
| 26 tháng 7 năm 2017    | Jason Steele            | Blackburn Rovers        | Sunderland                | Không tiết lộ |
| 27 tháng 7 năm 2017    | Andreas Bouchalakis     | Olympiacos              | Nottingham Forest         | Miễn phí      |
| 27 tháng 7 năm 2017    | Lewis Gibson            | Newcastle United        | Everton                   | Không tiết lộ |
| 28 tháng 7 năm 2017    | Nathan Baker            | Aston Villa             | Bristol City              | Không tiết lộ |
| 28 tháng 7 năm 2017    | Jake Cooper             | Reading                 | Millwall                  | Không tiết lộ |
| 28 tháng 7 năm 2017    | Lee Erwin               | Leeds United            | Kilmarnock                | Miễn phí      |
| 28 tháng 7 năm 2017    | Ashley Fletcher         | West Ham United         | Middlesbrough             | £6.5m         |
| 31 tháng 7 năm 2017    | Tristan Abrahams        | Leyton Orient           | Norwich City              | Không tiết lộ |
| 31 tháng 7 năm 2017    | Steven Alzate           | Leyton Orient           | Brighton & Hove Albion    | Không tiết lộ |
| 31 tháng 7 năm 2017    | Steven Berghuis         | Watford                 | Feyenoord                 | Không tiết lộ |
| 31 tháng 7 năm 2017    | Aboubakar Kamara        | Amiens                  | Fulham                    | £5m           |
| 31 tháng 7 năm 2017    | Nemanja Matić           | Chelsea                 | Manchester United         | £40m          |
| 1 tháng 8 năm 2017     | Mads Bech Sørensen      | Horsens                 | Brentford                 | Không tiết lộ |
| 3 tháng 8 năm 2017     | Modou Barrow            | Swansea City            | Reading                   | £1.5m         |
| 3 tháng 8 năm 2017     | Kelechi Iheanacho       | Manchester City         | Leicester City            | £25m          |
| 3 tháng 8 năm 2017     | Brad Potts              | Blackpool               | Barnsley                  | Không tiết lộ |
| 3 tháng 8 năm 2017     | Aaron Wilbraham         | Bristol City            | Bolton Wanderers          | Không tiết lộ |
| 4 tháng 8 năm 2017     | Harry Bunn              | Huddersfield Town       | Bury                      | Không tiết lộ |
| 4 tháng 8 năm 2017     | Fernando                | Manchester City         | Galatasaray               | Không tiết lộ |
| 4 tháng 8 năm 2017     | Aleš Matějů             | Viktoria Plzeň          | Brighton & Hove Albion    | Không tiết lộ |
| 4 tháng 8 năm 2017     | Matty Pearson           | Accrington Stanley      | Barnsley                  | Không tiết lộ |
| 4 tháng 8 năm 2017     | Gastón Ramírez          | Middlesbrough           | Sampdoria                 | Không tiết lộ |
| 6 tháng 8 năm 2017     | Marco Stiepermann       | Bochum                  | Norwich City              | Không tiết lộ |
| 7 tháng 8 năm 2017     | Sead Hakšabanović       | Halmstad                | West Ham United           | £2.7m         |
| 7 tháng 8 năm 2017     | Davy Pröpper            | PSV                     | Brighton & Hove Albion    | £6m           |
| 7 tháng 8 năm 2017     | Martyn Waghorn          | Rangers                 | Ipswich Town              | Không tiết lộ |
| 8 tháng 8 năm 2017     | Harry Cornick           | Bournemouth             | Luton Town                | Không tiết lộ |
| 8 tháng 8 năm 2017     | Niclas Eliasson         | Norrköping              | Bristol City              | £1.8m         |
| 8 tháng 8 năm 2017     | Adam Legzdins           | Birmingham City         | Burnley                   | Không tiết lộ |
| 8 tháng 8 năm 2017     | Mario Lemina            | Juventus                | Southampton               | £15.4m        |
| 8 tháng 8 năm 2017     | Richarlison             | Fluminense              | Watford                   | £11m          |
| 8 tháng 8 năm 2017     | George Thomas           | Coventry City           | Leicester City            | Không tiết lộ |
| 9 tháng 8 năm 2017     | Andre Gray              | Burnley                 | Watford                   | £18.5m        |
| 10 tháng 8 năm 2017    | Soufyan Ahannach        | Almere City             | Brighton & Hove Albion    | Không tiết lộ |
| 10 tháng 8 năm 2017    | Marten de Roon          | Middlesbrough           | Atalanta                  | Không tiết lộ |
| 10 tháng 8 năm 2017    | Stevie May              | Preston North End       | Aberdeen                  | Không tiết lộ |
| 11 tháng 8 năm 2017    | Zackarias Faour         | Manchester City         | Sirius                    | Không tiết lộ |
| 11 tháng 8 năm 2017    | Bruno Martins Indi      | Porto                   | Stoke City                | £7m           |
| 11 tháng 8 năm 2017    | Mamadou Thiam           | Dijon                   | Barnsley                  | Không tiết lộ |
| 13 tháng 8 năm 2017    | Leandro Bacuna          | Aston Villa             | Reading                   | Không tiết lộ |
| 14 tháng 8 năm 2017    | Sofiane Feghouli        | West Ham United         | Galatasaray               | £3.87m        |
| 14 tháng 8 năm 2017    | Isaac Vassell           | Luton Town              | Birmingham City           | Không tiết lộ |
| 15 tháng 8 năm 2017    | Gareth Barry            | Everton                 | West Bromwich Albion      | Không tiết lộ |
| 15 tháng 8 năm 2017    | Tom Lawrence            | Leicester City          | Derby County              | £5m           |
| 16 tháng 8 năm 2017    | Joselu                  | Stoke City              | Newcastle United          | £5m           |
| 16 tháng 8 năm 2017    | Gylfi Sigurðsson        | Swansea City            | Everton                   | £45m          |
| 17 tháng 8 năm 2017    | Omar Bogle              | Wigan Athletic          | Swansea City              | Không tiết lộ |
| 17 tháng 8 năm 2017    | Dimitri Cavaré          | Rennes                  | Barnsley                  | Không tiết lộ |
| 17 tháng 8 năm 2017    | Rui Fonte               | Braga                   | Fulham                    | Không tiết lộ |
| 18 tháng 8 năm 2017    | Olarenwaju Kayode       | Austria Vienna          | Manchester City           | Không tiết lộ |
| 18 tháng 8 năm 2017    | Gabriel Paulista        | Arsenal                 | Valencia                  | Không tiết lộ |
| 18 tháng 8 năm 2017    | Stefan Payne            | Barnsley                | Shrewsbury Town           | Không tiết lộ |
| 18 tháng 8 năm 2017    | Sean Raggett            | Lincoln City            | Norwich City              | Không tiết lộ |
| 20 tháng 8 năm 2017    | José Izquierdo          | Club Brugge             | Brighton & Hove Albion    | £13.5m        |
| 21 tháng 8 năm 2017    | Ismaël Bennacer         | Arsenal                 | Empoli                    | Không tiết lộ |
| 21 tháng 8 năm 2017    | Samir Nasri             | Manchester City         | Antalyaspor               | £3.2m         |
| 21 tháng 8 năm 2017    | Chris Wood              | Leeds United            | Burnley                   | £15m          |
| 22 tháng 8 năm 2017    | Liam Bridcutt           | Leeds United            | Nottingham Forest         | Không tiết lộ |
| 22 tháng 8 năm 2017    | Savvas Mourgos          | Arsenal                 | Norwich City              | Không tiết lộ |
| 23 tháng 8 năm 2017    | Sam Clucas              | Hull City               | Swansea City              | Không tiết lộ |
| 23 tháng 8 năm 2017    | Paulo Gazzaniga         | Southampton             | Tottenham Hotspur         | Không tiết lộ |
| 23 tháng 8 năm 2017    | Stephen Kingsley        | Swansea City            | Hull City                 | Không tiết lộ |
| 23 tháng 8 năm 2017    | Abdelhamid Sabiri       | Nürnberg                | Huddersfield Town         | Không tiết lộ |
| 23 tháng 8 năm 2017    | Davinson Sánchez        | Ajax                    | Tottenham Hotspur         | £42m          |
| 24 tháng 8 năm 2017    | Jay-Roy Grot            | NEC                     | Leeds United              | Không tiết lộ |
| 24 tháng 8 năm 2017    | Jon Toral               | Arsenal                 | Hull City                 | Không tiết lộ |
| 25 tháng 8 năm 2017    | Oliver Burke            | RB Leipzig              | West Bromwich Albion      | £15m          |
| 25 tháng 8 năm 2017    | Emmanuel Rivière        | Newcastle United        | Metz                      | Không tiết lộ |
| 26 tháng 8 năm 2017    | David Edwards           | Wolverhampton Wanderers | Reading                   | Không tiết lộ |
| 27 tháng 8 năm 2017    | Andy Lonergan           | Wolverhampton Wanderers | Leeds United              | Miễn phí      |
| 28 tháng 8 năm 2017    | Siem de Jong            | Newcastle United        | Ajax                      | £4m           |
| 29 tháng 8 năm 2017    | Sone Aluko              | Fulham                  | Reading                   | £7.5m         |
| 29 tháng 8 năm 2017    | Nouha Dicko             | Wolverhampton Wanderers | Hull City                 | Không tiết lộ |
| 29 tháng 8 năm 2017    | Kevin Wimmer            | Tottenham Hotspur       | Stoke City                | £18m          |
| 30 tháng 8 năm 2017    | Harlee Dean             | Brentford               | Birmingham City           | Không tiết lộ |
| 30 tháng 8 năm 2017    | Juan Foyth              | Estudiantes             | Tottenham Hotspur         | £8m           |
| 30 tháng 8 năm 2017    | Kieran Gibbs            | Arsenal                 | West Bromwich Albion      | £7m           |
| 30 tháng 8 năm 2017    | Grant Hanley            | Newcastle United        | Norwich City              | Không tiết lộ |
| 30 tháng 8 năm 2017    | Jackson Irvine          | Burton Albion           | Hull City                 | Không tiết lộ |
| 30 tháng 8 năm 2017    | Joost van Aken          | Heerenveen              | Sheffield Wednesday       | Không tiết lộ |
| 30 tháng 8 năm 2017    | Ryan Shotton            | Birmingham City         | Middlesbrough             | Không tiết lộ |
| 31 tháng 8 năm 2017    | Jamie Allen             | Rochdale                | Burton Albion             | Không tiết lộ |
| 31 tháng 8 năm 2017    | Serge Aurier            | Paris Saint-Germain     | Tottenham Hotspur         | £23m          |
| 31 tháng 8 năm 2017    | Tyreeq Bakinson         | Luton Town              | Bristol City              | Không tiết lộ |
| 31 tháng 8 năm 2017    | Wilfried Bony           | Manchester City         | Swansea City              | Không tiết lộ |
| 31 tháng 8 năm 2017    | Paweł Cibicki           | Malmö                   | Leeds United              | Không tiết lộ |
| 31 tháng 8 năm 2017    | Maxime Colin            | Brentford               | Birmingham City           | Không tiết lộ |
| 31 tháng 8 năm 2017    | Clayton Donaldson       | Birmingham City         | Sheffield United          | Không tiết lộ |
| 31 tháng 8 năm 2017    | Rory Holden             | Derry City              | Bristol City              | Không tiết lộ |
| 31 tháng 8 năm 2017    | Marvin Johnson          | Oxford United           | Middlesbrough             | Không tiết lộ |
| 31 tháng 8 năm 2017    | Jota                    | Brentford               | Birmingham City           | Không tiết lộ |
| 31 tháng 8 năm 2017    | Maikel Kieftenbeld      | Birmingham City         | Derby County              | Không tiết lộ |
| 31 tháng 8 năm 2017    | Fernando Llorente       | Swansea City            | Tottenham Hotspur         | Không tiết lộ |
| 31 tháng 8 năm 2017    | Sam Hart                | Liverpool               | Blackburn Rovers          | Không tiết lộ |
| 31 tháng 8 năm 2017    | Donyell Malen           | Arsenal                 | PSV                       | Không tiết lộ |
| 31 tháng 8 năm 2017    | Malakai Mars            | Chelsea                 | Barnet                    | Không tiết lộ |
| 31 tháng 8 năm 2017    | Callum McManaman        | West Bromwich Albion    | Sunderland                | Không tiết lộ |
| 31 tháng 8 năm 2017    | William Miller          | Tottenham Hotspur       | Burton Albion             | Không tiết lộ |
| 31 tháng 8 năm 2017    | Craig Noone             | Cardiff City            | Bolton Wanderers          | Không tiết lộ |
| 31 tháng 8 năm 2017    | Manny Onariase          | Brentford               | Rotherham United          | Không tiết lộ |
| 31 tháng 8 năm 2017    | Alex Oxlade-Chamberlain | Arsenal                 | Liverpool                 | £35m          |
| 31 tháng 8 năm 2017    | Jadon Sancho            | Manchester City         | Borussia Dortmund         | £10m          |
| 31 tháng 8 năm 2017    | Ezequiel Schelotto      | Sporting CP             | Brighton & Hove Albion    | Không tiết lộ |
| 31 tháng 8 năm 2017    | Nikola Vlašić           | Hajduk Split            | Everton                   | £10m          |
| 31 tháng 8 năm 2017    | Nahki Wells             | Huddersfield Town       | Burnley                   | £5m           |
| 31 tháng 8 năm 2017    | David Wheeler           | Exeter City             | Queens Park Ranger        | Không tiết lộ |
| 31 tháng 8 năm 2017    | Marc Wilson             | Bournemouth             | Sunderland                | Không tiết lộ |
| 31 tháng 8 năm 2017    | Davide Zappacosta       | Torino                  | Chelsea                   | Không tiết lộ |
| 31 tháng 8 năm 2017    | Marvin Zeegelaar        | Sporting CP             | Watford                   | Không tiết lộ |
| 1 tháng 9 năm 2017     | Danny Drinkwater        | Leicester City          | Chelsea                   | £35m          |
| 1 tháng 9 năm 2017     | Bright Osayi-Samuel     | Blackpool               | Queens Park Rangers       | Không tiết lộ |
| 1 tháng 9 năm 2017     | Mamadou Sakho           | Liverpool               | Crystal Palace            | £26m          |

### Cho mượn
| Thời gian              | Cầu thủ                   | Nơi đi                  | Nơi đến                      |
| ---------------------- | ------------------------- | ----------------------- | ---------------------------- |
| 6 tháng 2 năm 2017     | Licá                      | Nottingham Forest       | Estoril                      |
| 25 tháng 2 năm 2017    | Harry Burgoyne            | Wolverhampton Wanderers | Barnet                       |
| 31 tháng 3 năm 2017    | Gustav Engvall            | Bristol City            | Djurgårdens IF               |
| 1 tháng 4 năm 2017     | Christian Walton          | Brighton & Hove Albion  | Southend United              |
| 12 tháng 5 năm 2017    | Michee Efete              | Norwich City            | Breiðablik                   |
| 6 tháng 6 năm 2017[b]  | Angus Gunn                | Manchester City         | Norwich City                 |
| 16 tháng 6 năm 2017[b] | Anthony Cáceres           | Manchester City         | Melbourne City               |
| 18 tháng 6 năm 2017    | Danilo Pantić             | Chelsea                 | Partizan                     |
| 21 tháng 6 năm 2017[b] | Nathan Baxter             | Chelsea                 | Woking                       |
| 21 tháng 6 năm 2017    | Reece Oxford              | West Ham United         | Borussia Mönchengladbach     |
| 22 tháng 6 năm 2017    | Takuma Asano              | Arsenal                 | Stuttgart                    |
| 22 tháng 6 năm 2017    | Ryan Delaney              | Burton Albion           | Cork City                    |
| 22 tháng 6 năm 2017    | Nikolaj Kirk              | Midtjylland             | Brentford                    |
| 22 tháng 6 năm 2017    | Matz Sels                 | Newcastle United        | Anderlecht                   |
| 22 tháng 6 năm 2017    | Benjamin Whiteman         | Sheffield United        | Doncaster Rovers             |
| 24 tháng 6 năm 2017    | Thierry Ambrose           | Manchester City         | NAC                          |
| 24 tháng 6 năm 2017    | Paolo Fernandes           | Manchester City         | NAC                          |
| 24 tháng 6 năm 2017    | Pablo Marí                | Manchester City         | NAC                          |
| 25 tháng 6 năm 2017    | Fankaty Dabo              | Chelsea                 | Vitesse                      |
| 26 tháng 6 năm 2017    | Ebou Adams                | Norwich City            | Shrewsbury Town              |
| 26 tháng 6 năm 2017    | Jonathan Bond             | Reading                 | Peterborough United          |
| 26 tháng 6 năm 2017    | Josh Ginnelly             | Burnley                 | Lincoln City                 |
| 26 tháng 6 năm 2017    | Deniss Rakels             | Reading                 | Lech Poznań                  |
| 27 tháng 6 năm 2017    | Jack Bonham               | Brentford               | Carlisle United              |
| 27 tháng 6 năm 2017    | Julien De Sart            | Middlesbrough           | Zulte Waregem                |
| 27 tháng 6 năm 2017    | Jon Flatt                 | Wolverhampton Wanderers | Cheltenham Town              |
| 27 tháng 6 năm 2017    | Greg Stewart              | Birmingham City         | Aberdeen                     |
| 28 tháng 6 năm 2017    | Brad Ash                  | Barnsley                | Boreham Wood                 |
| 28 tháng 6 năm 2017    | Konstantin Kerschbaumer   | Brentford               | Arminia Bielefeld            |
| 29 tháng 6 năm 2017    | Joe Fryer                 | Middlesbrough           | Stevenage                    |
| 29 tháng 6 năm 2017    | Paul Gladon               | Wolverhampton Wanderers | Heracles                     |
| 30 tháng 6 năm 2017    | Fabio Borini              | Sunderland              | Milan                        |
| 30 tháng 6 năm 2017    | Manu García               | Manchester City         | NAC                          |
| 30 tháng 6 năm 2017    | Akaki Gogia               | Brentford               | Dynamo Dresden               |
| 30 tháng 6 năm 2017    | Daniel James              | Swansea City            | Shrewsbury Town              |
| 30 tháng 6 năm 2017    | Jonas Lössl               | Mainz 05                | Huddersfield Town            |
| 30 tháng 6 năm 2017    | Henry Onyekuru            | Everton                 | Anderlecht                   |
| 30 tháng 6 năm 2017    | Andrew Shinnie            | Birmingham City         | Luton Town                   |
| 30 tháng 6 năm 2017    | Ashley Smith-Brown        | Manchester City         | Hearts                       |
| 2 tháng 7 năm 2017     | Andrija Novakovich        | Reading                 | Telstar                      |
| 3 tháng 7 năm 2017     | Bersant Celina            | Manchester City         | Ipswich Town                 |
| 3 tháng 7 năm 2017     | Jonathan Edwards          | Hull City               | Accrington Stanley           |
| 3 tháng 7 năm 2017     | Luke Murphy               | Leeds United            | Burton Albion                |
| 3 tháng 7 năm 2017     | Robbie Tinkler            | Middlesbrough           | Gateshead                    |
| 3 tháng 7 năm 2017     | Zhang Yuning              | West Bromwich Albion    | Werder Bremen                |
| 4 tháng 7 năm 2017     | Tammy Abraham             | Chelsea                 | Swansea City                 |
| 4 tháng 7 năm 2017     | Angeliño                  | Manchester City         | NAC                          |
| 4 tháng 7 năm 2017     | Borja                     | Swansea City            | Málaga                       |
| 4 tháng 7 năm 2017     | Lewie Coyle               | Leeds United            | Fleetwood Town               |
| 4 tháng 7 năm 2017     | Danzell Gravenberch       | Reading                 | Roeselare                    |
| 4 tháng 7 năm 2017     | George Long               | Sheffield United        | Wimbledon                    |
| 4 tháng 7 năm 2017     | Ntumba Massanka           | Burnley                 | Wrexham                      |
| 4 tháng 7 năm 2017     | Kasey Palmer              | Chelsea                 | Huddersfield Town            |
| 5 tháng 7 năm 2017     | James Dunne               | Burnley                 | Barrow                       |
| 5 tháng 7 năm 2017     | Brendan Galloway          | Everton                 | Sunderland                   |
| 5 tháng 7 năm 2017     | Jordy Hiwula              | Huddersfield Town       | Fleetwood Town               |
| 5 tháng 7 năm 2017     | Tareiq Holmes-Dennis      | Huddersfield Town       | Portsmouth                   |
| 5 tháng 7 năm 2017     | Bradley Jackson           | Burnley                 | Southport                    |
| 5 tháng 7 năm 2017     | Todd Kane                 | Chelsea                 | Groningen                    |
| 5 tháng 7 năm 2017     | Josimar Quintero          | Chelsea                 | Rostov                       |
| 5 tháng 7 năm 2017     | Harrison Reed             | Southampton             | Norwich City                 |
| 6 tháng 7 năm 2017     | Antonio Barragán          | Middlesbrough           | Real Betis                   |
| 6 tháng 7 năm 2017     | Charlie Colkett           | Chelsea                 | Vitesse                      |
| 6 tháng 7 năm 2017     | Joe Crowe                 | Norwich City            | Limerick                     |
| 6 tháng 7 năm 2017     | Fraser Horsfall           | Huddersfield Town       | Gateshead                    |
| 6 tháng 7 năm 2017     | Dennon Lewis              | Norwich City            | Crawley Town                 |
| 7 tháng 7 năm 2017     | Jordi Amat                | Swansea City            | Real Betis                   |
| 7 tháng 7 năm 2017     | Bradley Collins           | Chelsea                 | Forest Green Rovers          |
| 7 tháng 7 năm 2017     | Anton Donkor              | Wolfsburg               | Everton                      |
| 7 tháng 7 năm 2017     | Matthew Elsdon            | Middlesbrough           | Inverness Caledonian Thistle |
| 7 tháng 7 năm 2017     | Alex Gilliead             | Newcastle United        | Bradford City                |
| 7 tháng 7 năm 2017     | Harry Girling             | Millwall                | Leatherhead                  |
| 7 tháng 7 năm 2017     | Chris Hussey              | Sheffield United        | Swindon Town                 |
| 7 tháng 7 năm 2017     | Connor Ogilvie            | Tottenham Hotspur       | Gillingham                   |
| 7 tháng 7 năm 2017     | Regan Poole               | Manchester United       | Northampton Town             |
| 7 tháng 7 năm 2017     | Mark Travers              | Bournemouth             | Weymouth                     |
| 8 tháng 7 năm 2017     | Willy Boly                | Porto                   | Wolverhampton Wanderers      |
| 8 tháng 7 năm 2017     | Tyias Browning            | Everton                 | Sunderland                   |
| 8 tháng 7 năm 2017     | Yakou Méïte               | Reading                 | Sochaux                      |
| 9 tháng 7 năm 2017     | Olufela Olomola           | Southampton             | Yeovil Town                  |
| 10 tháng 7 năm 2017    | Nicolae Cârnaț            | Wolverhampton Wanderers | Esbjerg                      |
| 10 tháng 7 năm 2017    | Tom Heardman              | Newcastle United        | Bury                         |
| 10 tháng 7 năm 2017    | Dean Henderson            | Manchester United       | Shrewsbury Town              |
| 10 tháng 7 năm 2017    | Jordan Maguire-Drew       | Brighton & Hove Albion  | Lincoln City                 |
| 10 tháng 7 năm 2017    | Kieffer Moore             | Ipswich Town            | Rotherham United             |
| 10 tháng 7 năm 2017    | Chidiebere Nwakali        | Manchester City         | Sogndal                      |
| 11 tháng 7 năm 2017    | Ola Aina                  | Chelsea                 | Hull City                    |
| 11 tháng 7 năm 2017    | Carlton Morris            | Norwich City            | Shrewsbury Town              |
| 11 tháng 7 năm 2017    | Rekeil Pyke               | Huddersfield Town       | Port Vale                    |
| 11 tháng 7 năm 2017    | Louis Reed                | Sheffield United        | Chesterfield                 |
| 12 tháng 7 năm 2017    | Carles Gil                | Aston Villa             | Deportivo La Coruña          |
| 12 tháng 7 năm 2017    | Ruben Loftus-Cheek        | Chelsea                 | Crystal Palace               |
| 12 tháng 7 năm 2017    | Harry Smith               | Millwall                | Swindon Town                 |
| 12 tháng 7 năm 2017    | Christian Walton          | Brighton & Hove Albion  | Wigan Athletic               |
| 13 tháng 7 năm 2017    | Josh Emmanuel             | Ipswich Town            | Rotherham United             |
| 14 tháng 7 năm 2017    | Marc Bola                 | Arsenal                 | Bristol Rovers               |
| 14 tháng 7 năm 2017    | Keston Davies             | Swansea City            | Yeovil Town                  |
| 14 tháng 7 năm 2017    | Ethan Ebanks-Landell      | Wolverhampton Wanderers | Milton Keynes Dons           |
| 14 tháng 7 năm 2017    | Dominic Iorfa             | Wolverhampton Wanderers | Ipswich Town                 |
| 14 tháng 7 năm 2017    | Sam Johnstone             | Manchester United       | Aston Villa                  |
| 14 tháng 7 năm 2017    | Bartosz Kapustka          | Leicester City          | Freiburg                     |
| 14 tháng 7 năm 2017    | Harry Lewis               | Southampton             | Dundee United                |
| 14 tháng 7 năm 2017    | Lucas Piazon              | Chelsea                 | Fulham                       |
| 14 tháng 7 năm 2017    | Connor Roberts            | Swansea City            | Middlesbrough                |
| 15 tháng 7 năm 2017    | Jimmy Abdou               | Millwall                | Wimbledon                    |
| 16 tháng 7 năm 2017    | Marco van Ginkel          | Chelsea                 | PSV                          |
| 17 tháng 7 năm 2017    | Gboly Ariyibi             | Nottingham Forest       | Milton Keynes Dons           |
| 17 tháng 7 năm 2017    | Adam Armstrong            | Newcastle United        | Bolton Wanderers             |
| 17 tháng 7 năm 2017    | Ahmed Hegazy              | Al Ahly                 | West Bromwich Albion         |
| 17 tháng 7 năm 2017    | Ike Ugbo                  | Chelsea                 | Barnsley                     |
| 17 tháng 7 năm 2017    | James Wilson              | Sheffield United        | Walsall                      |
| 18 tháng 7 năm 2017    | Ryan Allsop               | Bournemouth             | Blackpool                    |
| 18 tháng 7 năm 2017    | Callum Cooke              | Middlesbrough           | Blackpool                    |
| 18 tháng 7 năm 2017    | Marcus Harness            | Burton Albion           | Port Vale                    |
| 18 tháng 7 năm 2017    | Joe Hart                  | Manchester City         | West Ham United              |
| 19 tháng 7 năm 2017    | Matthew Pennington        | Everton                 | Leeds United                 |
| 20 tháng 7 năm 2017    | Jorge Grant               | Nottingham Forest       | Notts County                 |
| 20 tháng 7 năm 2017    | Rúben Vinagre             | Monaco                  | Wolverhampton Wanderers      |
| 20 tháng 7 năm 2017    | Joe Williams              | Everton                 | Barnsley                     |
| 21 tháng 7 năm 2017    | Thomas Agyepong           | Manchester City         | NAC                          |
| 21 tháng 7 năm 2017    | Jay Dasilva               | Chelsea                 | Charlton Athletic            |
| 21 tháng 7 năm 2017    | Sean Longstaff            | Newcastle United        | Blackpool                    |
| 21 tháng 7 năm 2017    | Ryan Seager               | Southampton             | Milton Keynes Dons           |
| 21 tháng 7 năm 2017    | Kurt Zouma                | Chelsea                 | Stoke City                   |
| 22 tháng 7 năm 2017    | Jack Fitzwater            | West Bromwich Albion    | Forest Green Rovers          |
| 22 tháng 7 năm 2017    | Mason Mount               | Chelsea                 | Vitesse                      |
| 24 tháng 7 năm 2017    | Jordan Lee                | Bournemouth             | Torquay United               |
| 25 tháng 7 năm 2017    | Izzy Brown                | Chelsea                 | Brighton & Hove Albion       |
| 25 tháng 7 năm 2017    | Tom Glover                | Tottenham Hotspur       | Central Coast Mariners       |
| 25 tháng 7 năm 2017    | Jota                      | Atlético Madrid         | Wolverhampton Wanderers      |
| 25 tháng 7 năm 2017    | Oliver Norwood            | Brighton & Hove Albion  | Fulham                       |
| 25 tháng 7 năm 2017    | Louis Ramsay              | Norwich City            | Woking                       |
| 26 tháng 7 năm 2017    | Pedro Chirivella          | Liverpool               | Willem II                    |
| 26 tháng 7 năm 2017    | Dan Cleary                | Birmingham City         | Solihull Moors               |
| 26 tháng 7 năm 2017    | Niall Ennis               | Wolverhampton Wanderers | Shrewsbury Town              |
| 26 tháng 7 năm 2017    | Lewis Grabban             | Bournemouth             | Sunderland                   |
| 26 tháng 7 năm 2017    | Viv Solomon-Otabor        | Birmingham City         | Blackpool                    |
| 26 tháng 7 năm 2017    | Connal Trueman            | Birmingham City         | Solihull Moors               |
| 27 tháng 7 năm 2017    | Jamal Blackman            | Chelsea                 | Sheffield United             |
| 27 tháng 7 năm 2017    | Diego Fabbrini            | Birmingham City         | Real Oviedo                  |
| 27 tháng 7 năm 2017    | Michael Hector            | Chelsea                 | Hull City                    |
| 27 tháng 7 năm 2017    | Tomáš Kalas               | Chelsea                 | Fulham                       |
| 27 tháng 7 năm 2017    | Obbi Oularé               | Watford                 | Royal Antwerp                |
| 27 tháng 7 năm 2017    | Aaron Tshibola            | Aston Villa             | Milton Keynes Dons           |
| 28 tháng 7 năm 2017    | Jake Andrews              | Bristol City            | Chippenham Town              |
| 28 tháng 7 năm 2017    | Aden Baldwin              | Bristol City            | Weston-super-Mare            |
| 28 tháng 7 năm 2017    | Ashley Harper             | Bristol City            | Weston-super-Mare            |
| 28 tháng 7 năm 2017    | Connor Lemonheigh-Evans   | Bristol City            | Bath City                    |
| 28 tháng 7 năm 2017    | Chris Long                | Burnley                 | Northampton Town             |
| 28 tháng 7 năm 2017    | Mikel Merino              | Borussia Dortmund       | Newcastle United             |
| 28 tháng 7 năm 2017    | Matt Miazga               | Chelsea                 | Vitesse                      |
| 28 tháng 7 năm 2017    | Shawn McCoulsky           | Bristol City            | Newport County               |
| 28 tháng 7 năm 2017    | Jack Payne                | Huddersfield Town       | Oxford United                |
| 28 tháng 7 năm 2017    | Connor Randall            | Liverpool               | Hearts                       |
| 28 tháng 7 năm 2017    | Devonte Redmond           | Manchester United       | Scunthorpe United            |
| 28 tháng 7 năm 2017    | Jared Thompson            | Chelsea                 | Chippenham Town              |
| 29 tháng 7 năm 2017    | Ben Amos                  | Bolton Wanderers        | Charlton Athletic            |
| 29 tháng 7 năm 2017    | Victorien Angban          | Chelsea                 | Waasland-Beveren             |
| 31 tháng 7 năm 2017    | Tristan Abrahams          | Norwich City            | Leyton Orient                |
| 31 tháng 7 năm 2017    | Taiwo Awoniyi             | Liverpool               | Royal Excel Mouscron         |
| 31 tháng 7 năm 2017    | Jonah Ayunga              | Brighton & Hove Albion  | Galway United                |
| 31 tháng 7 năm 2017    | Callum Elder              | Leicester City          | Wigan Athletic               |
| 31 tháng 7 năm 2017    | Lee Evans                 | Wolverhampton Wanderers | Wigan Athletic               |
| 31 tháng 7 năm 2017    | Alex Iacovitti            | Nottingham Forest       | Forest Green Rovers          |
| 31 tháng 7 năm 2017    | Alex Whitmore             | Burnley                 | Bury                         |
| 31 tháng 7 năm 2017    | Jack Williams             | Queens Park Rangers     | Wycombe Wanderers            |
| 1 tháng 8 năm 2017     | Léo Bonatini              | Al-Hilal                | Wolverhampton Wanderers      |
| 1 tháng 8 năm 2017     | Reece Burke               | West Ham United         | Bolton Wanderers             |
| 1 tháng 8 năm 2017     | Josh Cullen               | West Ham United         | Bolton Wanderers             |
| 1 tháng 8 năm 2017     | Robert Dickie             | Reading                 | Lincoln City                 |
| 1 tháng 8 năm 2017     | Aleix García              | Manchester City         | Girona                       |
| 1 tháng 8 năm 2017     | Shamal George             | Liverpool               | Carlisle United              |
| 1 tháng 8 năm 2017     | Aaron Hayden              | Wolverhampton Wanderers | Telford United               |
| 1 tháng 8 năm 2017     | Douglas Luiz              | Manchester City         | Girona                       |
| 1 tháng 8 năm 2017     | Pablo Maffeo              | Manchester City         | Girona                       |
| 1 tháng 8 năm 2017     | Marlos Moreno             | Manchester City         | Girona                       |
| 1 tháng 8 năm 2017     | Aiden O'Neill             | Burnley                 | Fleetwood Town               |
| 1 tháng 8 năm 2017     | Lewis Ward                | Reading                 | Hungerford Town              |
| 1 tháng 8 năm 2017     | Ben White                 | Brighton & Hove Albion  | Newport County               |
| 2 tháng 8 năm 2017     | Ouasim Bouy               | Leeds United            | Cultural Leonesa             |
| 2 tháng 8 năm 2017     | Anthony Cáceres           | Manchester City         | Al-Wasl                      |
| 2 tháng 8 năm 2017     | Emiliano Martínez         | Arsenal                 | Getafe                       |
| 2 tháng 8 năm 2017     | Mario Pašalić             | Chelsea                 | Spartak Moscow               |
| 2 tháng 8 năm 2017     | Ivan Toney                | Newcastle United        | Wigan Athletic               |
| 3 tháng 8 năm 2017     | Isaac Buckley-Ricketts    | Manchester City         | Twente                       |
| 3 tháng 8 năm 2017     | Kieran Dowell             | Everton                 | Nottingham Forest            |
| 3 tháng 8 năm 2017     | Alex Finney               | Queens Park Rangers     | Maidstone United             |
| 3 tháng 8 năm 2017     | Rodney Kongolo            | Manchester City         | Doncaster Rovers             |
| 3 tháng 8 năm 2017     | Jamie Philpot             | Millwall                | Woking                       |
| 3 tháng 8 năm 2017     | Ragnar Sigurðsson         | Fulham                  | Rubin Kazan                  |
| 3 tháng 8 năm 2017     | Aaron Simpson             | Wolverhampton Wanderers | Telford United               |
| 3 tháng 8 năm 2017     | Sam Surridge              | Bournemouth             | Yeovil Town                  |
| 4 tháng 8 năm 2017     | Harry Chapman             | Middlesbrough           | Blackburn Rovers             |
| 4 tháng 8 năm 2017     | Tom Dallison              | Brighton & Hove Albion  | Accrington Stanley           |
| 4 tháng 8 năm 2017     | Tyler Hornby-Forbes       | Brighton & Hove Albion  | Accrington Stanley           |
| 4 tháng 8 năm 2017     | Stephy Mavididi           | Arsenal                 | Preston North End            |
| 4 tháng 8 năm 2017     | Duckens Nazon             | Wolverhampton Wanderers | Coventry City                |
| 4 tháng 8 năm 2017     | Josh Onomah               | Tottenham Hotspur       | Aston Villa                  |
| 4 tháng 8 năm 2017     | Antonee Robinson          | Everton                 | Bolton Wanderers             |
| 4 tháng 8 năm 2017     | Luke Southwood            | Bristol City            | Bath City                    |
| 4 tháng 8 năm 2017     | Ryan Sweeney              | Stoke City              | Bristol Rovers               |
| 4 tháng 8 năm 2017     | Dom Telford               | Stoke City              | Bristol Rovers               |
| 4 tháng 8 năm 2017     | Ben Whitfield             | Bournemouth             | Port Vale                    |
| 4 tháng 8 năm 2017     | Ben Wilson                | Cardiff City            | Oldham Athletic              |
| 4 tháng 8 năm 2017     | Ryan Yates                | Nottingham Forest       | Notts County                 |
| 6 tháng 8 năm 2017     | Jeremain Lens             | Sunderland              | Beşiktaş                     |
| 7 tháng 8 năm 2017     | Cameron Borthwick-Jackson | Manchester United       | Leeds United                 |
| 7 tháng 8 năm 2017     | Tyler Denton              | Leeds United            | Port Vale                    |
| 7 tháng 8 năm 2017     | Tom Field                 | Brentford               | Bradford City                |
| 7 tháng 8 năm 2017     | Connor Ripley             | Middlesbrough           | Burton Albion                |
| 8 tháng 8 năm 2017     | Uriel Antuna              | Manchester City         | Groningen                    |
| 8 tháng 8 năm 2017     | Sam Matthews              | Bournemouth             | Eastleigh                    |
| 8 tháng 8 năm 2017     | Conor Mitchell            | Burnley                 | Chester                      |
| 8 tháng 8 năm 2017     | Callum Williams           | Newcastle United        | Gateshead                    |
| 9 tháng 8 năm 2017     | Diallang Jaiyesimi        | Norwich City            | Grimsby Town                 |
| 10 tháng 8 năm 2017    | Jordan Amavi              | Aston Villa             | Marseille                    |
| 10 tháng 8 năm 2017    | Reece Cole                | Brentford               | Newport County               |
| 10 tháng 8 năm 2017    | Gustav Engvall            | Bristol City            | Djurgårdens IF               |
| 10 tháng 8 năm 2017    | Timothy Fosu-Mensah       | Manchester United       | Crystal Palace               |
| 11 tháng 8 năm 2017    | Marcus Antonsson          | Leeds United            | Blackburn Rovers             |
| 11 tháng 8 năm 2017    | Lewis Baker               | Chelsea                 | Middlesbrough                |
| 11 tháng 8 năm 2017    | Harvey Barnes             | Leicester City          | Barnsley                     |
| 11 tháng 8 năm 2017    | Shaun Donnellan           | West Bromwich Albion    | Walsall                      |
| 11 tháng 8 năm 2017    | Kazenga LuaLua            | Brighton & Hove Albion  | Queens Park Rangers          |
| 11 tháng 8 năm 2017    | Marc Muniesa              | Stoke City              | Girona                       |
| 12 tháng 8 năm 2017    | Kyle Howkins              | West Bromwich Albion    | Cambridge United             |
| 16 tháng 8 năm 2017    | Jesé                      | Paris Saint-Germain     | Stoke City                   |
| 16 tháng 8 năm 2017    | Sheyi Ojo                 | Liverpool               | Fulham                       |
| 16 tháng 8 năm 2017    | Frederico Venâncio        | Vitória Setubal         | Sheffield Wednesday          |
| 17 tháng 8 năm 2017    | Brandon Barker            | Manchester City         | Hibernian                    |
| 17 tháng 8 năm 2017    | Baily Cargill             | Bournemouth             | Fleetwood Town               |
| 17 tháng 8 năm 2017    | Max Gradel                | Bournemouth             | Toulouse                     |
| 17 tháng 8 năm 2017    | Jack Stobbs               | Sheffield Wednesday     | Port Vale                    |
| 17 tháng 8 năm 2017    | Cauley Woodrow            | Fulham                  | Bristol City                 |
| 18 tháng 8 năm 2017    | Matt Grimes               | Swansea City            | Northampton Town             |
| 18 tháng 8 năm 2017    | Olarenwaju Kayode         | Manchester City         | Girona                       |
| 18 tháng 8 năm 2017    | Sean Raggett              | Norwich City            | Lincoln City                 |
| 18 tháng 8 năm 2017    | Sean Scannell             | Huddersfield Town       | Burton Albion                |
| 21 tháng 8 năm 2017    | Cohen Bramall             | Arsenal                 | Birmingham City              |
| 21 tháng 8 năm 2017    | Sam Gallagher             | Southampton             | Birmingham City              |
| 21 tháng 8 năm 2017    | Luke Hendrie              | Burnley                 | Bradford City                |
| 21 tháng 8 năm 2017    | Carl Jenkinson            | Arsenal                 | Birmingham City              |
| 21 tháng 8 năm 2017    | Sid Nelson                | Millwall                | Yeovil Town                  |
| 22 tháng 8 năm 2017    | Rafa                      | Porto                   | Fulham                       |
| 23 tháng 8 năm 2017    | Joe Mason                 | Wolverhampton Wanderers | Burton Albion                |
| 24 tháng 8 năm 2017    | Ben Godfrey               | Norwich City            | Shrewsbury Town              |
| 24 tháng 8 năm 2017    | Florent Hadergjonaj       | Ingolstadt 04           | Huddersfield Town            |
| 24 tháng 8 năm 2017    | Kevin Toner               | Aston Villa             | Stevenage                    |
| 24 tháng 8 năm 2017    | Mallik Wilks              | Leeds United            | Accrington Stanley           |
| 25 tháng 8 năm 2017    | James Brown               | Millwall                | Carlisle United              |
| 25 tháng 8 năm 2017    | Cameron Carter-Vickers    | Tottenham Hotspur       | Sheffield United             |
| 25 tháng 8 năm 2017    | Rohan Ince                | Brighton & Hove Albion  | Bury                         |
| 25 tháng 8 năm 2017    | Tyler Roberts             | West Bromwich Albion    | Walsall                      |
| 25 tháng 8 năm 2017    | Robert Snodgrass          | West Ham United         | Aston Villa                  |
| 25 tháng 8 năm 2017    | Jordan Williams           | Huddersfield Town       | Bury                         |
| 25 tháng 8 năm 2017    | Ibrahim Meité             | Cardiff City            | Crawley Town                 |
| 28 tháng 8 năm 2017    | Jérémie Boga              | Chelsea                 | Birmingham City              |
| 28 tháng 8 năm 2017    | Jonathan Leko             | West Bromwich Albion    | Bristol City                 |
| 28 tháng 8 năm 2017    | Patrick Roberts           | Manchester City         | Celtic                       |
| 29 tháng 8 năm 2017    | Will Randall              | Wolverhampton Wanderers | Forest Green Rovers          |
| 29 tháng 8 năm 2017    | Jordan Thorniley          | Sheffield Wednesday     | Accrington Stanley           |
| 30 tháng 8 năm 2017    | Jordy Clasie              | Southampton             | Club Brugge                  |
| 30 tháng 8 năm 2017    | Diego De Girolamo         | Bristol City            | Chesterfield                 |
| 30 tháng 8 năm 2017    | Mihai Dobre               | Bournemouth             | Bury                         |
| 30 tháng 8 năm 2017    | Eberechi Eze              | Queens Park Rangers     | Wycombe Wanderers            |
| 30 tháng 8 năm 2017    | Conor Grant               | Everton                 | Crewe Alexandra              |
| 30 tháng 8 năm 2017    | Freddie Hinds             | Bristol City            | Cheltenham Town              |
| 30 tháng 8 năm 2017    | Grzegorz Krychowiak       | Paris Saint-Germain     | West Bromwich Albion         |
| 30 tháng 8 năm 2017    | Thomas Lam                | Nottingham Forest       | Twente                       |
| 30 tháng 8 năm 2017    | Michael Ledger            | Sunderland              | Hartlepool United            |
| 30 tháng 8 năm 2017    | Taylor Moore              | Bristol City            | Cheltenham Town              |
| 30 tháng 8 năm 2017    | Joe Morrell               | Bristol City            | Cheltenham Town              |
| 30 tháng 8 năm 2017    | Marek Rodák               | Fulham                  | Rotherham United             |
| 30 tháng 8 năm 2017    | Adam McDonnell            | Ipswich Town            | Aldershot Town               |
| 30 tháng 8 năm 2017    | George Fowler             | Ipswich Town            | Aldershot Town               |
| 31 tháng 8 năm 2017    | Dan Agyei                 | Burnley                 | Walsall                      |
| 31 tháng 8 năm 2017    | Allan                     | Liverpool               | Apollon Limassol             |
| 31 tháng 8 năm 2017    | Keshi Anderson            | Crystal Palace          | Swindon Town                 |
| 31 tháng 8 năm 2017    | Tom Anderson              | Burnley                 | Port Vale                    |
| 31 tháng 8 năm 2017    | Kean Bryan                | Manchester City         | Oldham Athletic              |
| 31 tháng 8 năm 2017    | Craig Bryson              | Derby County            | Cardiff City                 |
| 31 tháng 8 năm 2017    | Jacob Butterfield         | Derby County            | Sheffield Wednesday          |
| 31 tháng 8 năm 2017    | Joel Campbell             | Arsenal                 | Real Betis                   |
| 31 tháng 8 năm 2017    | Sean Clare                | Sheffield Wednesday     | Gillingham                   |
| 31 tháng 8 năm 2017    | Brandon Comley            | Queens Park Rangers     | Colchester United            |
| 31 tháng 8 năm 2017    | Callum Connolly           | Everton                 | Ipswich Town                 |
| 31 tháng 8 năm 2017    | Jason Denayer             | Manchester City         | Galatasaray                  |
| 31 tháng 8 năm 2017    | Papy Djilobodji           | Sunderland              | Dijon                        |
| 31 tháng 8 năm 2017    | Paul Downing              | Milton Keynes Dons      | Blackburn Rovers             |
| 31 tháng 8 năm 2017    | Eoin Doyle                | Preston North End       | Oldham Athletic              |
| 31 tháng 8 năm 2017    | Aleksandar Dragović       | Bayer Leverkusen        | Leicester City               |
| 31 tháng 8 năm 2017    | Kyle Edwards              | West Bromwich Albion    | Exeter City                  |
| 31 tháng 8 năm 2017    | Timi Elšnik               | Derby County            | Swindon Town                 |
| 31 tháng 8 năm 2017    | Adam Federici             | Bournemouth             | Nottingham Forest            |
| 31 tháng 8 năm 2017    | Liam Feeney               | Blackburn Rovers        | Cardiff City                 |
| 31 tháng 8 năm 2017    | Gary Gardner              | Aston Villa             | Barnsley                     |
| 31 tháng 8 năm 2017    | Toni Gomes                | Liverpool               | Forest Green Rovers          |
| 31 tháng 8 năm 2017    | Kellan Gordon             | Derby County            | Swindon Town                 |
| 31 tháng 8 năm 2017    | Jordan Graham             | Wolverhampton Wanderers | Fulham                       |
| 31 tháng 8 năm 2017    | Rekeem Harper             | West Bromwich Albion    | Blackburn Rovers             |
| 31 tháng 8 năm 2017    | Jordan Houghton           | Chelsea                 | Doncaster Rovers             |
| 31 tháng 8 năm 2017    | Giannelli Imbula          | Stoke City              | Toulouse                     |
| 31 tháng 8 năm 2017    | Matt Ingram               | Queens Park Rangers     | Northampton Town             |
| 31 tháng 8 năm 2017    | Ryan Inniss               | Crystal Palace          | Colchester United            |
| 31 tháng 8 năm 2017    | Declan John               | Cardiff City            | Rangers                      |
| 31 tháng 8 năm 2017    | Callum Johnson            | Middlesbrough           | Accrington Stanley           |
| 31 tháng 8 năm 2017    | Cheick Keita              | Birmingham City         | Bologna                      |
| 31 tháng 8 năm 2017    | Matty Kennedy             | Cardiff City            | Portsmouth                   |
| 31 tháng 8 năm 2017    | Ryan Kent                 | Liverpool               | Freiburg                     |
| 31 tháng 8 năm 2017    | Wahbi Khazri              | Sunderland              | Rennes                       |
| 31 tháng 8 năm 2017    | Bojan Krkić               | Stoke City              | Alavés                       |
| 31 tháng 8 năm 2017    | Tim Krul                  | Newcastle United        | Brighton & Hove Albion       |
| 31 tháng 8 năm 2017    | Pierre-Michel Lasogga     | Hamburg                 | Leeds United                 |
| 31 tháng 8 năm 2017    | Oliver McBurnie           | Swansea City            | Barnsley                     |
| 31 tháng 8 năm 2017    | Damien McCrory            | Burton Albion           | Portsmouth                   |
| 31 tháng 8 năm 2017    | Nampalys Mendy            | Leicester City          | Nice                         |
| 31 tháng 8 năm 2017    | Alex Mowatt               | Barnsley                | Oxford United                |
| 31 tháng 8 năm 2017    | Nathan                    | Chelsea                 | Amiens                       |
| 31 tháng 8 năm 2017    | Alfred N'Diaye            | Villarreal              | Wolverhampton Wanderers      |
| 31 tháng 8 năm 2017    | Kelechi Nwakali           | Arsenal                 | VVV-Venlo                    |
| 31 tháng 8 năm 2017    | Stuart O'Keefe            | Cardiff City            | Portsmouth                   |
| 31 tháng 8 năm 2017    | Divock Origi              | Liverpool               | Wolfsburg                    |
| 31 tháng 8 năm 2017    | Lucas Pérez               | Arsenal                 | Deportivo La Coruña          |
| 31 tháng 8 năm 2017    | Farrend Rawson            | Derby County            | Accrington Stanley           |
| 31 tháng 8 năm 2017    | Jack Ruddy                | Wolverhampton Wanderers | Oldham Athletic              |
| 31 tháng 8 năm 2017    | Renato Sanches            | Bayern Munich           | Swansea City                 |
| 31 tháng 8 năm 2017    | Matija Sarkic             | Aston Villa             | Wigan Athletic               |
| 31 tháng 8 năm 2017    | Dan Scarr                 | Birmingham City         | Wycombe Wanderers            |
| 31 tháng 8 năm 2017    | Max Stryjek               | Sunderland              | Accrington Stanley           |
| 31 tháng 8 năm 2017    | Robert Tesche             | Birmingham City         | Bochum                       |
| 31 tháng 8 năm 2017    | Harry Toffolo             | Norwich City            | Doncaster Rovers             |
| 31 tháng 8 năm 2017    | Fikayo Tomori             | Chelsea                 | Hull City                    |
| 31 tháng 8 năm 2017    | Richie Towell             | Brighton & Hove Albion  | Rotherham United             |
| 31 tháng 8 năm 2017    | Molla Wagué               | Udinese                 | Watford                      |
| 31 tháng 8 năm 2017    | Jonny Williams            | Crystal Palace          | Sunderland                   |
| 31 tháng 8 năm 2017    | Jordan Williams           | Liverpool               | Rochdale                     |
| 31 tháng 8 năm 2017    | Matty Willock             | Manchester United       | Utrecht                      |
| 31 tháng 8 năm 2017    | Kane Wilson               | West Bromwich Albion    | Exeter City                  |
| 31 tháng 8 năm 2017    | Sam Winnall               | Sheffield Wednesday     | Derby County                 |
| 31 tháng 8 năm 2017    | Matt Worthington          | Bournemouth             | Yeovil Town                  |
| 31 tháng 8 năm 2017    | Scott Golbourne           | Bristol City            | Milton Keynes Dons           |
| 1 tháng 9 năm 2017     | Nordin Amrabat            | Watford                 | Leganés                      |
| 1 tháng 9 năm 2017     | Jefferson Montero         | Swansea City            | Getafe                       |
| 1 tháng 9 năm 2017     | Costel Pantilimon         | Watford                 | Deportivo La Coruña          |
| 1 tháng 9 năm 2017     | Liam Walsh                | Everton                 | Birmingham City              |
| 2 tháng 9 năm 2017     | Andreas Pereira           | Manchester United       | Valencia                     |

### Cầu thủ tự do
| Thời gian              | Cầu thủ                  | New Club                |
| ---------------------- | ------------------------ | ----------------------- |
| 16 tháng 2 năm 2017    | Martín Cáceres           | Southampton             |
| 7 tháng 3 năm 2017     | Vegard Forren            | Brighton & Hove Albion  |
| 19 tháng 5 năm 2017[b] | Matty Lund               | Burton Albion           |
| 22 tháng 5 năm 2017[b] | Enda Stevens             | Sheffield United        |
| 24 tháng 5 năm 2017    | Luke Daniels             | Brentford               |
| 25 tháng 5 năm 2017[b] | Andrew Taylor            | Bolton Wanderers        |
| 25 tháng 5 năm 2017[b] | Frankie Vincent          | Bournemouth             |
| 26 tháng 5 năm 2017[b] | Luke Armstrong           | Middlesbrough           |
| 26 tháng 5 năm 2017    | Charlie Owens            | Queens Park Rangers     |
| 26 tháng 5 năm 2017[b] | Pablo Zabaleta           | West Ham United         |
| 29 tháng 5 năm 2017[b] | James Meredith           | Millwall                |
| 30 tháng 5 năm 2017[b] | Neil Etheridge           | Cardiff City            |
| 30 tháng 5 năm 2017    | Nathaniel Mendez-Laing   | Cardiff City            |
| 31 tháng 5 năm 2017[b] | Ryan Bennett             | Wolverhampton Wanderers |
| 1 tháng 6 năm 2017[b]  | Darren Fletcher          | Stoke City              |
| 1 tháng 6 năm 2017[b]  | Marley Watkins           | Norwich City            |
| 6 tháng 6 năm 2017[b]  | Sead Kolašinac           | Arsenal                 |
| 6 tháng 6 năm 2017[b]  | Adam le Fondre           | Bolton Wanderers        |
| 7 tháng 6 năm 2017[b]  | Callum Paterson          | Cardiff City            |
| 9 tháng 6 năm 2017[b]  | Tom Elliott              | Millwall                |
| 13 tháng 6 năm 2017[b] | David Stockdale          | Birmingham City         |
| 15 tháng 6 năm 2017[b] | Christoph Zimmermann     | Norwich City            |
| 16 tháng 6 năm 2017[b] | Lee Camp                 | Cardiff City            |
| 16 tháng 6 năm 2017    | Mark Little              | Bolton Wanderers        |
| 19 tháng 6 năm 2017    | Ben Williams             | Barnsley                |
| 20 tháng 6 năm 2017    | Phil Ofosu-Ayeh          | Wolverhampton Wanderers |
| 20 tháng 6 năm 2017    | Giles Phillips           | Queens Park Rangers     |
| 22 tháng 6 năm 2017    | Marcus Forss             | Brentford               |
| 26 tháng 6 năm 2017    | Stephen Warnock          | Burton Albion           |
| 27 tháng 6 năm 2017    | Madger Gomes             | Leeds United            |
| 27 tháng 6 năm 2017[b] | Eros Pisano              | Bristol City            |
| 28 tháng 6 năm 2017    | Tom Brewitt              | Middlesbrough           |
| 28 tháng 6 năm 2017    | Jake Buxton              | Burton Albion           |
| 28 tháng 6 năm 2017    | Lewis Wing               | Middlesbrough           |
| 29 tháng 6 năm 2017[b] | Erwin Mulder             | Swansea City            |
| 30 tháng 6 năm 2017[b] | Tom Adeyemi              | Ipswich Town            |
| 30 tháng 6 năm 2017    | Will Buckley             | Bolton Wanderers        |
| 30 tháng 6 năm 2017    | Liam Edwards             | Hull City               |
| 1 tháng 7 năm 2017     | Daniel Bachmann          | Watford                 |
| 1 tháng 7 năm 2017     | Willy Caballero          | Chelsea                 |
| 1 tháng 7 năm 2017     | Kiko Femenía             | Watford                 |
| 1 tháng 7 năm 2017     | Zeki Fryers              | Barnsley                |
| 1 tháng 7 năm 2017     | Josh Scowen              | Queens Park Rangers     |
| 2 tháng 7 năm 2017     | Lloyd Isgrove            | Barnsley                |
| 3 tháng 7 năm 2017     | George Boyd              | Sheffield Wednesday     |
| 3 tháng 7 năm 2017     | John Terry               | Aston Villa             |
| 4 tháng 7 năm 2017     | Danny Williams           | Huddersfield Town       |
| 5 tháng 7 năm 2017     | Boris Mathis             | Everton                 |
| 5 tháng 7 năm 2017     | Conor McLaughlin         | Millwall                |
| 5 tháng 7 năm 2017     | Rahis Nabi               | Burnley                 |
| 5 tháng 7 năm 2017     | Christian N'Guessan      | Burnley                 |
| 5 tháng 7 năm 2017     | Aiden Stone              | Burnley                 |
| 6 tháng 7 năm 2017     | Vurnon Anita             | Leeds United            |
| 6 tháng 7 năm 2017     | Loïc Damour              | Cardiff City            |
| 6 tháng 7 năm 2017     | Stefan O'Connor          | Newcastle United        |
| 6 tháng 7 năm 2017     | Josef Yarney             | Newcastle United        |
| 7 tháng 7 năm 2017     | Joe Coveney              | Nottingham Forest       |
| 7 tháng 7 năm 2017     | Stephen Darby            | Bolton Wanderers        |
| 8 tháng 7 năm 2017     | Harvey Bradbury          | Watford                 |
| 8 tháng 7 năm 2017     | Sam Howes                | Watford                 |
| 10 tháng 7 năm 2017    | Ben Pierce               | West Bromwich Albion    |
| 10 tháng 7 năm 2017    | John Ruddy               | Wolverhampton Wanderers |
| 12 tháng 7 năm 2017    | Liam Bossin              | Nottingham Forest       |
| 12 tháng 7 năm 2017    | Chay Tilt                | Queens Park Rangers     |
| 14 tháng 7 năm 2017    | Sammy Ameobi             | Bolton Wanderers        |
| 14 tháng 7 năm 2017    | Cheikh N'Doye            | Birmingham City         |
| 17 tháng 7 năm 2017    | Cuco Martina             | Everton                 |
| 18 tháng 7 năm 2017    | Hope Akpan               | Burton Albion           |
| 18 tháng 7 năm 2017    | Fraizer Campbell         | Hull City               |
| 18 tháng 7 năm 2017    | Pedro Gonçalves          | Wolverhampton Wanderers |
| 18 tháng 7 năm 2017    | Boubacar Hanne           | Wolverhampton Wanderers |
| 20 tháng 7 năm 2017    | Christopher Samba        | Aston Villa             |
| 28 tháng 7 năm 2017    | Adam Phillips            | Norwich City            |
| 29 tháng 7 năm 2017    | Ryan Tunnicliffe         | Millwall                |
| 2 tháng 8 năm 2017     | Robbin Ruiter            | Sunderland              |
| 4 tháng 8 năm 2017     | Tom Trybull              | Norwich City            |
| 7 tháng 8 năm 2017     | Alex Baptiste            | Queens Park Rangers     |
| 7 tháng 8 năm 2017     | Eric Maxim Choupo-Moting | Stoke City              |
| 9 tháng 8 năm 2017     | Sebastian Larsson        | Hull City               |
| 24 tháng 8 năm 2017    | Zlatan Ibrahimović       | Manchester United       |
| 27 tháng 8 năm 2017    | Robert Green             | Huddersfield Town       |

a  Player officially joined his club on ngày 10 tháng 6 năm 2017.

b  Player officially joined his club on ngày 1 tháng 7 năm 2017.

c  Player officially joined his club on ngày 3 tháng 7 năm 2017.

d  Player will officially join his club on ngày 24 tháng 7 năm 2017.